# Lambeth North (métro de Londres)
Lambeth North est une station de la Bakerloo line, du métro de Londres, en zone 1. Elle est située à Lambeth dans le Borough londonien de Lambeth.

## Histoire
La station est mise en service le 10 mars 1906, elle est alors dénommée Kennington Road. Elles est le terminus provisoire du Baker Street and Waterloo Railway (BS&WR) jusqu'à l'ouverture le 5 aout 1906 de la station Elephant & Castle. En juillet 1906 elle est renommée Westminster Bridge Road et c'est en avril 1917 qu'elle prend son nom actuel de, Lambeth North.
Le 6 janvier 1941, pendant la Seconde Guerre mondiale, une bombe à fragmentation allemande frappe une maison proche de la station qui était utilisée comme abri anti-aérien. L'onde de choc blesse 28 personnes qui y étaient à l'abri, l'une d'entre elles décède plus tard à l'hôpital. Le trafic reprend dans la station après 95 jours de réparation.

## À proximité
- Lambeth (ville)
- Imperial War Museum